# Rimavská Sobota (distrito)
O Distrito de Rimavská Sobota (eslovaco: Okres Rimavská Sobota) é uma unidade administrativa da Eslováquia Central, situado na Banská Bystrica (região), com 82.970 habitantes (em 2003) e uma superfície de 1.471 km². 

## Demografia
| Ano:        | 1994   | 2004   | 2014   | 2024   |
| ----------- | ------ | ------ | ------ | ------ |
| Broj ljudi: | 82 144 | 82 773 | 84 752 | 79 455 |
| Razlika:    |        | +0,76% | +2,39% | -6,25% |

| Ano:               | 2023   | 2024   |
| ------------------ | ------ | ------ |
| Número de pessoas: | 79 655 | 79 455 |
| Diferença:         |        | -0,25% |

## Cidades
- Hnúšťa
- Rimavská Sobota (capital)
- Tisovec

## Municípios
- Abovce
- Babinec
- Barca
- Bátka
- Belín
- Blhovce
- Bottovo
- Budikovany
- Cakov
- Čerenčany
- Čierny Potok
- Číž
- Dolné Zahorany
- Dražice
- Drienčany
- Drňa
- Dubno
- Dubovec
- Dulovo
- Figa
- Gemerček
- Gemerské Dechtáre
- Gemerské Michalovce
- Gemerský Jablonec
- Gortva
- Hajnáčka
- Hodejov
- Hodejovec
- Horné Zahorany
- Hostice
- Hostišovce
- Hrachovo
- Hrušovo
- Hubovo
- Husiná
- Chanava
- Chrámec
- Ivanice
- Janice
- Jesenské
- Jestice
- Kaloša
- Kesovce
- Klenovec
- Kociha
- Konrádovce
- Kráľ
- Kraskovo
- Krokava
- Kružno
- Kyjatice
- Lehota nad Rimavicou
- Lenartovce
- Lenka
- Lipovec
- Lukovištia
- Martinová
- Neporadza
- Nižný Skálnik
- Nová Bašta
- Orávka
- Ožďany
- Padarovce
- Pavlovce
- Petrovce
- Poproč
- Potok
- Radnovce
- Rakytník
- Ratkovská Lehota
- Ratkovská Suchá
- Riečka
- Rimavská Baňa
- Rimavská Seč
- Rimavské Brezovo
- Rimavské Janovce
- Rimavské Zalužany
- Rovné
- Rumince
- Slizké
- Stará Bašta
- Stránska
- Studená
- Sútor
- Šimonovce
- Širkovce
- Španie Pole
- Štrkovec
- Tachty
- Teplý Vrch
- Tomášovce
- Uzovská Panica
- Valice
- Včelince
- Večelkov
- Veľké Teriakovce
- Veľký Blh
- Vieska nad Blhom
- Vlkyňa
- Vyšné Valice
- Vyšný Skálnik
- Zacharovce
- Zádor
- Žíp